# 菊地昭
菊地 昭（きくち あきら、1978年7月23日 - ）は、日本の男性元総合格闘家。宮城県出身。KRAZY BEE所属。元修斗世界ミドル級王者。

## 来歴
2001年4月15日、第1回東日本アマチュア修斗フレッシュマントーナメント ミドル級（-76kg）に出場し、優勝を果たした。
2001年7月29日、第1回東日本アマチュア修斗選手権大会 ミドル級に出場。決勝で弘中邦佳に判定勝ちし、優勝を果たした。
2001年9月24日、第8回全日本アマチュア修斗選手権大会 ミドル級に出場。決勝でまたしても弘中に勝ち、優勝を果たした。
2002年1月25日、プロ修斗デビュー。
2003年8月10日、修斗でジェイク・シールズに判定負け。
2004年12月14日、修斗世界ミドル級（-76kg）王座決定戦でジェイク・シールズと対戦し、3-0の判定勝ちを収め王座獲得に成功した。
2005年6月、SHOOTO GYM K'z FACTORYから山本"KID"徳郁が主宰するKRAZY BEEに移籍した。
2005年7月6日、HERO'Sでウェルター級（-75kg）キング・オブ・パンクラシスト井上克也と対戦し、バックマウントパンチでTKO勝ち。
2005年9月7日、HERO'Sで國奥麒樹真と対戦し、3-0の判定勝ち。
2006年2月17日、修斗世界ミドル級タイトルマッチで挑戦者の青木真也と対戦し、終始寝技でコントロールされ0-3の判定負けを喫し王座陥落した。
2007年2月17日、修斗世界ミドル級タイトルマッチで王者の青木真也と再戦し、1-2の判定負けを喫し王座獲得に失敗した。
2007年3月17日、CAGE FORCE 02で行われたウェルター級王座決定トーナメントの準々決勝でジャレッド・ローリンズと対戦し、マウントパンチでTKO勝ち。
2007年9月8日、CAGE FORCE 04で行われたウェルター級王座決定トーナメント準決勝で吉田善行と対戦し、グラウンドでの肘打ち連打によりTKO負け。
2008年1月15日をもって格闘技から引退し、1月26日の修斗で引退セレモニーが行われた。

## 戦績

### プロ総合格闘技
| 総合格闘技 戦績 | 総合格闘技 戦績 | 総合格闘技 戦績 | 総合格闘技 戦績 | 総合格闘技 戦績 | 総合格闘技 戦績 | 総合格闘技 戦績 |
| --------------- | --------------- | --------------- | --------------- | --------------- | --------------- | --------------- |
| 20 試合         | (T)KO           | 一本            | 判定            | その他          | 引き分け        | 無効試合        |
| 16 勝           | 5               | 7               | 4               | 0               | 0               | 0               |
| 4 敗            | 1               | 0               | 3               | 0               | 0               | 0               |

| 勝敗 | 対戦相手                   | 試合結果                            | 大会名                                                                      | 開催年月日     |
| ×    | 吉田善行                   | 1R 4:33 TKO（グラウンドの肘打ち）   | CAGE FORCE 04 【ウェルター級王座決定トーナメント 準決勝】                   | 2007年9月8日   |
| ○    | ホン・ジュピョ             | 1R 3:06 TKO（マウントパンチ）       | CAGE FORCE 03                                                               | 2007年6月9日   |
| ○    | ジャレッド・ローリンズ     | 2R 1:34 TKO（マウントパンチ）       | CAGE FORCE 02 【ウェルター級王座決定トーナメント 準々決勝】                 | 2007年3月17日  |
| ×    | 青木真也                   | 5分3R終了 判定1-2                   | 修斗 BACK TO OUR ROOTS 01 【修斗世界ミドル級チャンピオンシップ】            | 2007年2月17日  |
| ○    | ロナルド・ジューン         | 1R 1:58 ストレートアームバー        | 修斗                                                                        | 2006年10月14日 |
| ×    | 青木真也                   | 5分3R終了 判定0-3                   | 修斗 SHOOTO The Victory of The Truth 【修斗世界ミドル級チャンピオンシップ】 | 2006年2月17日  |
| ○    | 國奥麒樹真                 | 5分2R+延長R終了 判定3-0             | HERO'S 2005 ミドル級世界最強王者決定トーナメント準決勝                      | 2005年9月7日   |
| ○    | 井上克也                   | 1R 1:41 TKO（バックマウントパンチ） | HERO'S 2005 ミドル級世界最強王者決定トーナメント開幕戦                      | 2005年7月6日   |
| ○    | ジェイソン・ブラドヴィック | 1R 2:32 TKO（マウントパンチ）       | 修斗 in 福岡 玄海沖地震被災地チャリティイベント                             | 2005年4月23日  |
| ○    | ジェイク・シールズ         | 5分3R終了 判定3-0                   | 修斗 15th Anniversary 【修斗世界ミドル級チャンピオンシップ】                | 2004年12月14日 |
| ○    | ラミュナス・コマス         | 2R 2:21 腕ひしぎ十字固め            | 修斗                                                                        | 2004年9月26日  |
| ○    | 中尾受太郎                 | 5分3R終了 判定2-0                   | 修斗                                                                        | 2004年5月3日   |
| ○    | サム・モーガン             | 1R 2:51 腕ひしぎ十字固め            | 修斗                                                                        | 2004年3月4日   |
| ×    | ジェイク・シールズ         | 5分3R終了 判定0-3                   | 修斗 世界三大チャンピオンシップ                                             | 2003年8月10日  |
| ○    | 池本誠知                   | 2R 1:28 腕ひしぎ十字固め            | 修斗                                                                        | 2003年6月27日  |
| ○    | 中山徹                     | 1R 2:53 TKO（マウントパンチ）       | 修斗                                                                        | 2003年2月23日  |
| ○    | コロ・コカ                 | 1R 3:09 V1アームロック              | SuperBrawl 27                                                               | 2002年11月9日  |
| ○    | 岩瀬茂俊                   | 5分2R終了 判定3-0                   | 修斗 TREASURE HUNT 03                                                       | 2002年7月27日  |
| ○    | ヤニ・ラックス             | 1R 2:51 チキンウィングアームロック  | 修斗 WANNA SHOOTO 2002                                                      | 2002年4月14日  |
| ○    | 福本洋一                   | 1R 3:18 腕ひしぎ十字固め            | 修斗 TREASURE HUNT                                                          | 2002年1月25日  |

### アマチュア総合格闘技
| 勝敗 | 対戦相手 | 試合結果                | 大会名                                                                  | 開催年月日    |
| ○    | 弘中邦佳 | 3分2R終了 判定44-41     | 第8回全日本アマチュア修斗選手権 【ミドル級 決勝】                       | 2001年9月24日 |
| ○    | 平石寿樹 | 4分1R終了 判定26-20     | 第8回全日本アマチュア修斗選手権 【ミドル級 準決勝】                     | 2001年9月24日 |
| ○    | 石塚由之 | 4分1R終了 判定26-21     | 第8回全日本アマチュア修斗選手権 【ミドル級 2回戦】                      | 2001年9月24日 |
| ○    | 古川誠史 | 3:31 スリーパーホールド | 第8回全日本アマチュア修斗選手権 【ミドル級 1回戦】                      | 2001年9月24日 |
| ○    | 石塚由之 | 3分2R終了 ポイント48-40 | 第1回東日本アマチュア修斗フレッシュマントーナメント 【ミドル級 決勝】   | 2001年4月15日 |
| ○    | 野沢洋之 | 3:41 腕ひしぎ十字固め   | 第1回東日本アマチュア修斗フレッシュマントーナメント 【ミドル級 準決勝】 | 2001年4月15日 |
| ○    | 三崎和雄 | 不戦勝                  | 第1回東日本アマチュア修斗フレッシュマントーナメント 【ミドル級 2回戦】  | 2001年4月15日 |

## 獲得タイトル
- 第4回全日本コンバットレスリングオープン選手権 76kg級 優勝（2000年）
- 第1回東日本アマチュア修斗フレッシュマントーナメント ミドル級 優勝（2001年）
- 第1回東日本アマチュア修斗選手権 ミドル級 優勝（2001年）
- 第8回全日本アマチュア修斗選手権 ミドル級 優勝（2001年）
- 第7代修斗世界ミドル級王座（2004年）